# Taeniandra
Taeniandra là chi thực vật có hoa trong họ Acanthaceae.